# Fiera statale

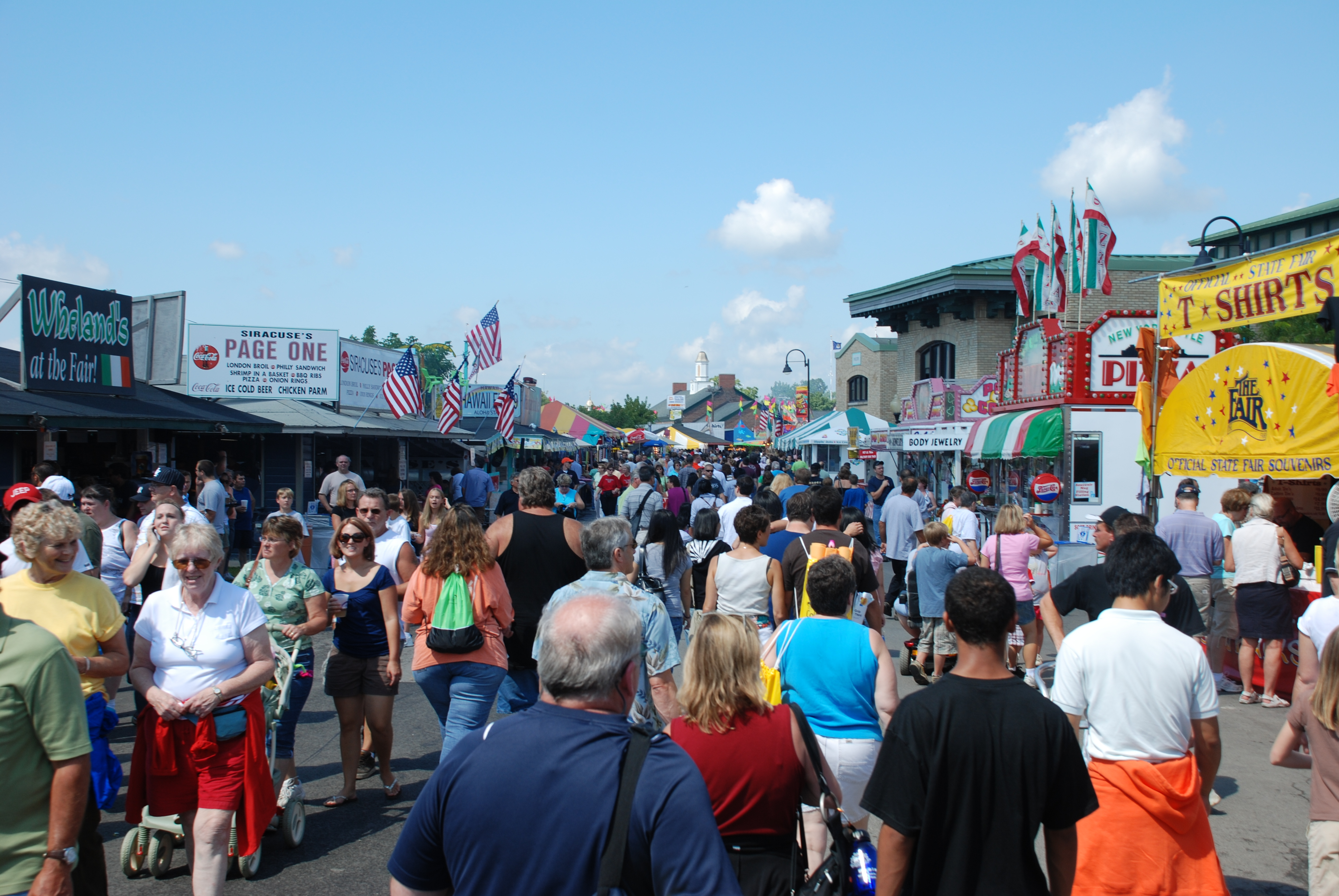
La New York State Fair (2008)

Una fiera statale (State fair) è un raduno annuale competitivo e ricreativo, ospitato da uno stato negli Stati Uniti d'America, e solitamente tenuto tra la fine dell'estate e l'inizio dell'autunno. Le fiere statali durano generalmente una o due settimane, e si distinguono dalle più piccole fiere di contea, nelle quali vengono tenuti solamente concorsi a premi ed eventi inerenti all'agricoltura.

## Storia
Le fiere statali risalgono al XIX secolo con lo scopo di promuovere l'agricoltura di uno stato attraverso eventi competitivi e la vendita di frutta e verdura locali. Quando la società statunitense passò da un modello agrario alla società industriale del XX secolo, e a un'economia dei servizi nel XXI secolo, le fiere dello stato iniziarono a dedicare spazio a giostre, spazi espositivi dedicati a prodotti industriali, piste per corse automobilistiche, e palcoscenici destinati ai concerti. La prima fiera di questo tipo risulta essere quella di Syracuse, tenuta la prima volta nel 1841. Nel 1849 venne invece inaugurata la State fair di Detroit, la cui ultima edizione risale al 2009.
La più grande fiera statale è quella del Texas. Altrettanto imponenti sono quelle del Minnesota, della Carolina del Nord, del Wisconsin e dell'Iowa.
Eventi analoghi si tengono anche in Canada, come ad esempio la Canadian National Exhibition di Toronto, e Australia (i cosiddetti royal shows, cioè "spettacoli reali").